# 御宿海岸
御宿海岸（おんじゅく かいがん）は、日本の南関東、千葉県夷隅郡御宿町の、太平洋（網代湾）に面した海岸で、海浜である。

## 概要
緩やかに弧を描いて東西に伸びる網代湾の、三日月型をした遠浅の海岸で、全長約2キロメートルにわたって続くきめ細かい白砂の砂浜が形成されている。
御宿海岸は、東側から順に、岩和田海岸、中央海岸、浜海岸という3つの区域・3つの海岸として人為的に区分されており、それぞれの区域・海岸ごとに海水浴場が設けられている（後述）。また、東端には岩和田漁港、西端には御宿漁港と御宿港が設置されており、これら2つの漁港と1つの一般港がある地域にもかつては海浜があった。なお、当地域での漁業については「漁業」節を参照のこと。
海岸線の中間地点（中央海水浴場がある辺り）の少し陸寄りには童謡『月の沙漠』に登場する2頭の駱駝に乗った王子と王女を象った銅像「月の沙漠記念像」が建てられている。

## 月の沙漠記念館
御宿町六軒町505-1に所在する。1990年（平成2年）7月8日、グランドオープン。
月の沙漠記念館前広場では、毎年の秋（9月上旬～10月下旬）に「伊勢えび祭り」が開催され、冬（12月上旬～1月初旬）にはイルミネーションによる演出がなされる。

## 月の沙漠記念公園

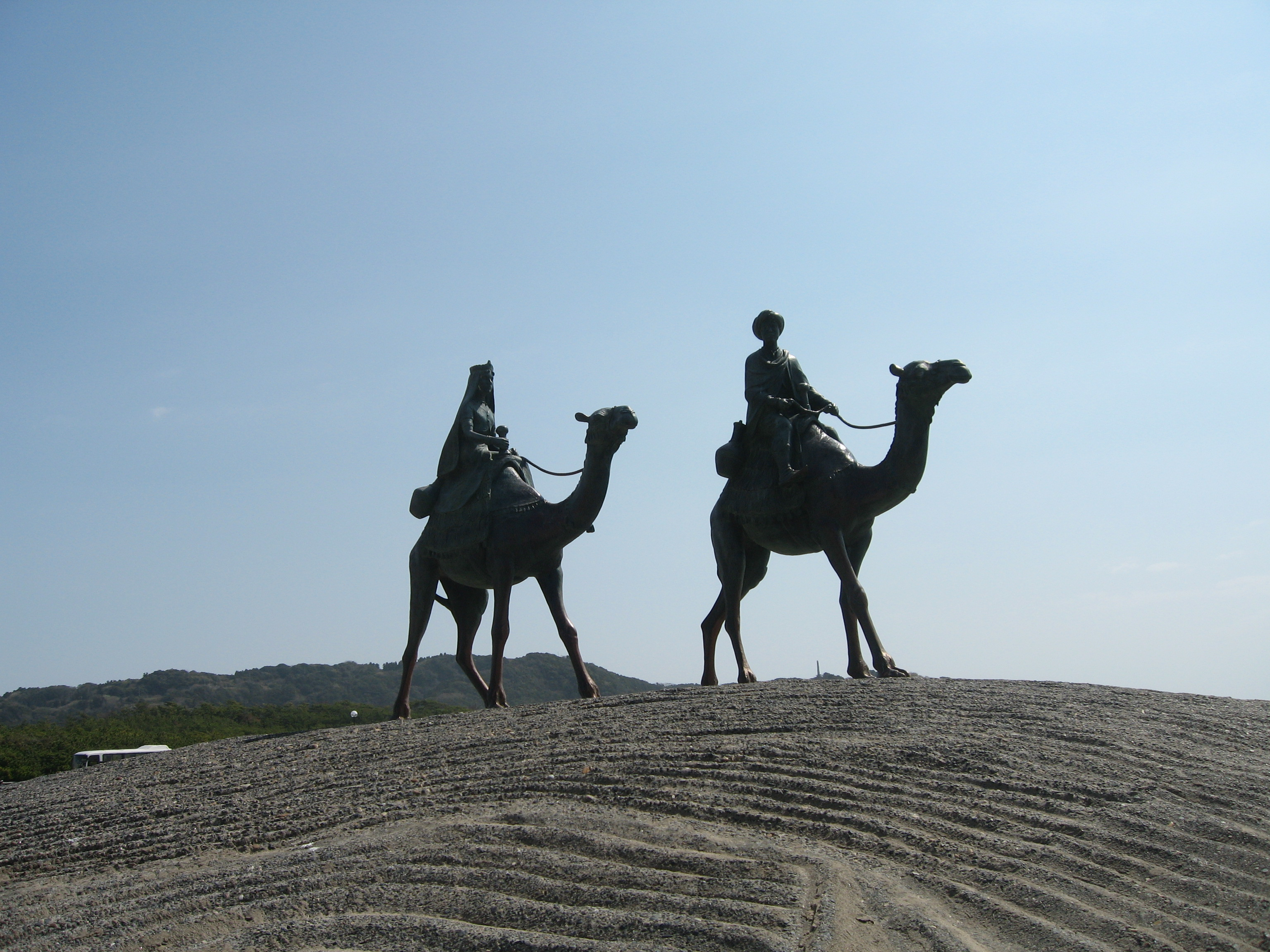
月の沙漠記念像

月の沙漠記念公園は、月の沙漠記念館の近く、御宿海岸にある御宿中央海水浴場から陸側に上がった地点に所在する町営の記念公園である。管理上の所在地（住所）は、御宿町新町816-8か、あるいは御宿町六軒町505-1。
園内に建つ「月の沙漠記念像」は、町のシンボル的存在となっている。これは、童謡『月の沙漠』で謳われている駱駝に乗った王子と姫を象った2体1組からなる銅像である。1969年（昭和44年）7月6日、初代の像が建立されたが、合成樹脂製であった。その後、月の沙漠記念館が開館した際に銅像として造り替えられた。御宿中央海水浴場の開設期間中は、日没後に像がライトアップされ、幻想的風景を演出する。

## 海水浴場
御宿海岸は、東側から順に、岩和田海岸、中央海岸、浜海岸という3つの海岸・区域として区分されているが、それぞれの区域に海水浴場が設けられている。中央海岸と中央海水浴場を中核とした御宿海岸では、毎年の夏になると、花火大会（おんじゅく花火大会）、ビーチバレー大会（ビーチバレー ムーンカップIN御宿）、アームレスリング大会など、秋になると、網代湾横断水泳大会（オーシャンスイムレース）、全日本学生ライフセービング選手権大会 東日本予選などを始めとする、様々な催事が開催されている。

### 岩和田海水浴場
岩和田海岸（いわわだ かいがん）に開設される。便宜上「御宿町岩和田海水浴場」ともいう。御宿町岩和田地先に所在。JR外房線御宿駅から、直線距離で1,302メートル、徒歩で約15分。東隣に岩和田漁港がある。近くの高台に日西墨三国交通発祥記念之碑がある。
南南西方面に太平洋（網代湾）を望む。シーズン中は、ファミリー中心の海水浴客・観光客で賑わう。展望および自然探勝のための園地として、南房総国定公園の一区域に指定されている。毎年の9月末に行われる「御宿秋祭り」の際は岩和田地区も重要な渡御区域となるが、係る神事の一環である汐ふみなど豪快な裸祭りは岩和田海岸で行われる。

### 中央海水浴場
中央海岸に開設される。便宜上「御宿中央海水浴場」ともいう。御宿町須賀地先に所在。JR外房線御宿駅から徒歩約7分。
真南に太平洋（網代湾）を望む。シーズン中、日中はサーファーや海水浴客・観光客で賑わい、日没後はライトアップされた「月の沙漠記念像」が幻想的風景を演出する。夏の花火大会「おんじゅく花火大会」の際、打上花火は中央海岸で打ち上げられるため、東西に少し距離を取った岩和田海水浴場と浜海水浴場が観覧場所として推奨されている。

### 浜海水浴場
浜海岸（はま かいがん）に開設される。便宜上「御宿町浜海水浴場」ともいう。御宿町浜地先に所在。JR外房線御宿駅から、直線距離で682メートル、徒歩で約10分。南西隣に御宿漁港がある。
東南方面に太平洋（網代湾）を望む。年間を通じてサーファーが訪れる。南房総国定公園の指定区域の一つ。

## 御宿ウォーターパーク
御宿ウォーターパーク（別表記：おんじゅくウォーターパーク）は、御宿海岸および御宿中央海水浴場のすぐ近くにある、御宿町営のプールである。所在地名（住所）は、御宿町須賀2208。7月中旬 - 8月下旬に開設されている。全長127メートルの流れるプール、多目的プール、全長74メートルの川下りスライダー、幼児プールなどが設置されている。

## 漁業
古くから沖合漁業が盛んである。また、海女による鮑漁（あわびりょう）は江戸時代から続けられている。アワビとイセエビを特産とする外房そとぼうの海を南に控え、御宿町域はこれらの代表的産地の一つとして知られている。特に、御宿岩和田産のアワビは、勝浦産と共に「外房あわび」名義で千葉ブランド水産物認定品に登録されている。御宿岩和田産イセエビは、勝浦産、大原・太東産と共に「外房イセエビ」名義で千葉県ブランド水産物認定品に登録されている。ほかにも、キンメダイが特産物として知られている。

### 岩和田漁港
御宿岩和田漁業協同組合本所の所在地（本所の住所は、御宿町岩和田945-1）。西隣に岩和田海水浴場がある。
毎年の3月には「釣りキンメ祭り」が、11月には「岩和田みなと祭り」が開催される。

### 御宿漁港
御宿岩和田漁業協同組合御宿支所の所在地（御宿支所の住所は、御宿町浜2164-1）。北東にある浜海水浴場と地続き、南南西にある御宿港と地続き。

## 御宿港
御宿町浜地区に所在。北北東にある御宿漁港と地続き。

## 歴史

### サン・フランシスコ号漂着事故
西暦（グレゴリオ暦）1609年9月30日（和暦換算：慶長14年9月3日）、メキシコへ航海中のスペインのガレオン船サン・フランシスコ号（乗組員373名）が暴風雨によって御宿沖（北緯35.5度）で座礁し、岩和田に漂着した（なお、漂着現場は現在の御宿町域内ではあるが、太平洋に面する田尻海岸であり、本項でいう御宿海岸ではない）。そこで地元の岩和田村（当時の人口約300人）の村民が総出で“ドン・ロドリゴ”ことロドリゴ・デ・ビベロ総督を含めた乗組員317名を救出し、着物や食料を提供した。このことは大多喜城主・本多忠朝にも伝えられ、事故後37日間にわたって岩和田村民が援助をした。

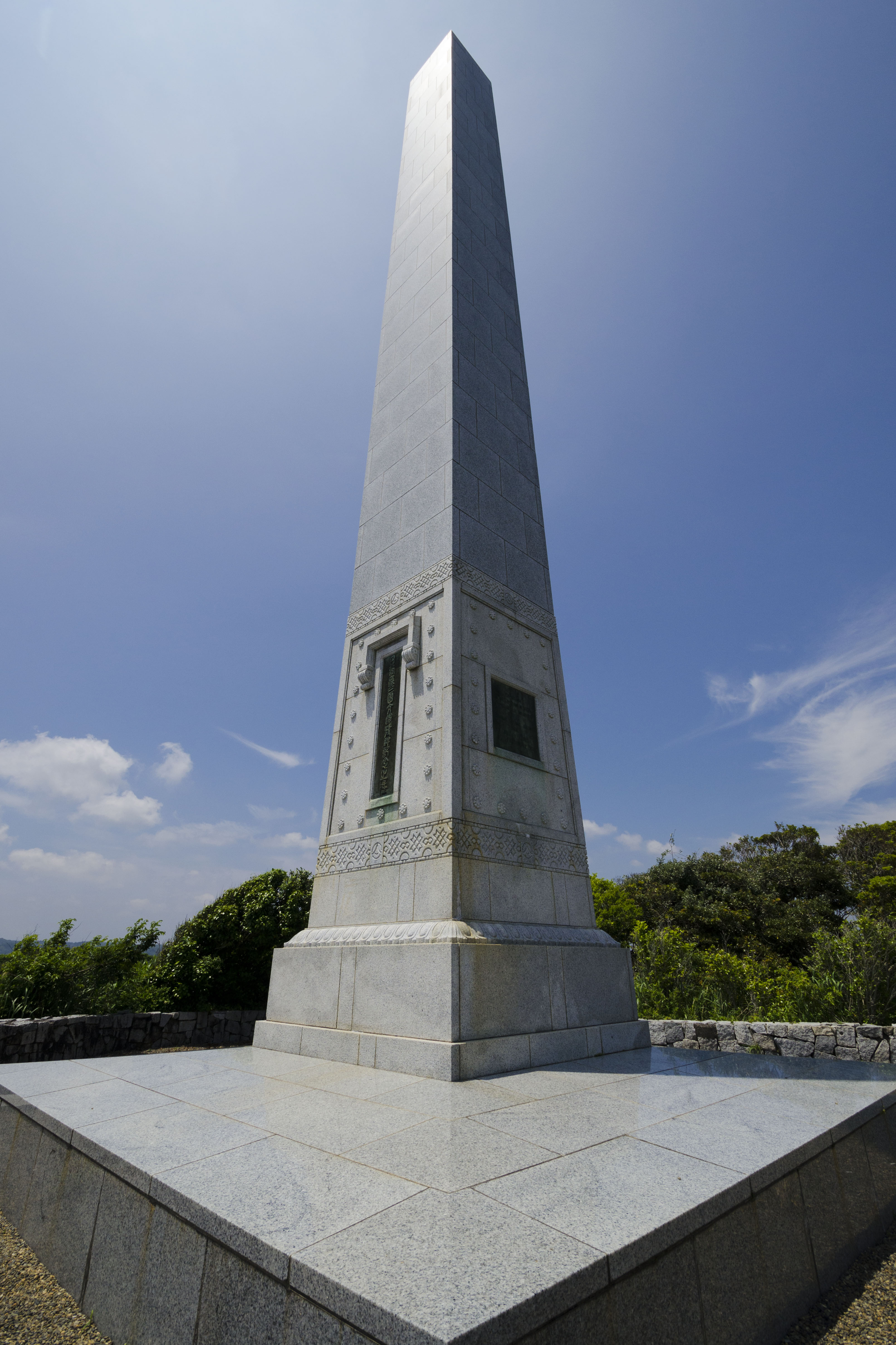
日西墨三国交通発祥記念之碑（メキシコ記念塔）

それから、ドン・ロドリゴ一行は大多喜城を訪れ、江戸幕府第2代将軍・徳川秀忠や、駿河にいた徳川家康に謁見し、翌1610年（慶長15年）、家康が新たに建造させた船で無事メキシコのアカプルコへ帰航した。日本人が太平洋を航海して他国へ行くのはこれが初めてであった。
1873年（明治6年）には、岩倉使節団もこの話を聞かされたという。
1928年（昭和3年）、漂着現場から1キロメートルほど離れた岩和田の高台に、日本、スペイン、メキシコの交通の発祥地として、「日西墨三国交通発祥記念之碑」（通称：メキシコ記念塔）が建立された。なお、1978年（昭和53年）にはアカプルコ市と姉妹都市協定を締結しており、現在もなおメキシコとの交流が続いている。
メキシコ記念塔を含めた「メキシコ記念公園」は「ちば眺望100景」にも認定されており、眼下に御宿市街地と御宿海岸を一望できる。入場料は無料で、開園時間は8時 - 17時（冬季は16時半）。

### 年表

#### 江戸時代
- 1609年9月30日（和暦換算：慶長14年9月3日、江戸時代初頭） - スペインのガレオン船サン・フランシスコ号が御宿沖で座礁し、岩和田村地先に漂着。これに対して岩和田村民の救援が始まり、37日間にわたって続けられる。
- 1610年8月1日（和暦換算：慶長15年6月13日） - サン・フランシスコ号の乗組員らが、大御所・徳川家康の提供した新造船「サン・ブエナ・ベントゥーラ」で、相模国三浦郡浦賀村（幕藩体制下の浦賀奉行所支配浦賀村。現・神奈川県横須賀市浦賀）からメキシコのアカプルコへ向けて出航する／その後、無事に帰還を果たす。

#### 明治・大正時代
- 1923年（大正12年）
  - 2月頃 - 大日本雄弁会講談社（現・講談社）発行の雑誌『少女倶楽部』の3月号にて、『月の沙漠』の詩と挿絵が発表される。
  - 9月1日 - 関東大震災の発生／この震災が起こるまで数年の間、加藤まさをが、毎年の夏、結核の療養のために御宿海岸を訪れていた。

#### 昭和時代
- 1928年（昭和3年）某月某日 - 岩和田の高台にて、日西墨三国交通発祥記念之碑（通称：メキシコ記念塔）の建立。
- 1969年（昭和44年）7月6日 - 月の沙漠記念像（初代の合成樹脂製）の建立。
- 1976年（昭和51年）5月 - 加藤まさをが、御宿町へ転居してくる。
- 1977年（昭和51年）11月1日 - 加藤まさをが、御宿町にて死去。

#### 平成時代
- 1990年（平成2年）7月8日 - 六軒町にて、月の沙漠記念館のグランドオープン／この機を捉えて、合成樹脂製であった「月の沙漠記念像」も、2代目で現存する銅像に建て替えられた。
- 2001年（平成13年）
  - 10月某日 - 岩和田漁業協同組合と御宿町漁業協同組合が合併し、御宿岩和田漁業協同組合を発足[23]。
  - 某月某日 - 初代の「月の沙漠記念像」が、御宿町の姉妹都市である野沢温泉村（長野県下高井郡）に寄贈される。
- 2006年（平成18年）6月某日 - 千葉県が「千葉ブランド水産物認定制度」を創設／岩和田産のアワビとイセエビはこの時をもって地域ブランド商品化されたと考えられる[13][* 3]。